# 志村建世
志村 建世（しむら たけよ、1933年5月18日 - ）は、日本の著作家。父は野ばら社の社主だった志村文蔵。

## 人物・来歴
武蔵高等学校（旧制の尋常科に入学し新制で卒業）を経て、1956年に学習院大学英文科を卒業。レジナルド・ブライス教授から禅の思想を学んだ。
卒業後に家業の野ばら社で編集を担当するが、結婚を機に独立した。
1959年から1965年までNHKに在職し、初期の『みんなのうた』を担当して「線路は続くよどこまでも」の作詞などにも参加した。
その後、映像・音楽制作の日教研株式会社を創業し、次いで家庭教育ビデオ教材のにっく映像株式会社を1988年に設立した。
2005年に最初の著書『おじいちゃんの書き置き』を出版し、この年からインターネット上で「志村建世のブログ」の執筆を開始し、以後、社会的発言とともに、歌の訳詞・作詞を含む創作発表の場としても利用している。

## 著書
- 『おじいちゃんの書き置き〜二十一世紀を生きる君たちへ』（碧天舎 2005年）
- 『あなたの孫が幸せであるために〜百年後の世界を考えよう』（新風舎 2006年）
- 『少国民たちの戦争〜日記でたどる戦中・戦後』（社会批評社 2010年）
- 『昭和からの遺言〜次の世に伝えたいもう一つの世界』（社会批評社 2016年）

### 共編著
- 『日本民謡曲集』編. 野ばら社, 1955.8
- 『思い出の歌集』編. 野ばら社, 1955.8
- 『こどもの歌 唱歌篇』志村洋子共編. 野ばら社, 1956.1
- 『こどもの歌 童謡篇』中田喜直, 志村洋子共編. 野ばら社, 1956.1
- 『学園歌集 校歌・寮歌・学生の歌・列国国歌』編. 野ばら社, 1956.5
- 『歌劇名曲集』編. 野ばら社, 1957
- 『合唱名歌集』編. 野ばら社, 1957
- 『愛国歌集』編. 野ばら社, 1957
- 『百人一首』志村文蔵共著. 野ばら社, 1957
- 『世界歌曲集』小林幹治共編. 野ばら社, 1958
- 『明治天皇御集』島綾野,安藤晃子共編. 野ばら社, 1966